# Hemberget (naturreservat, Storumans kommun)
Hemberget är ett naturreservat i Storumans kommun i Västerbottens län.
Området är naturskyddat sedan 2016 och är 907 hektar stort. Reservatet omfattar Hemberget och dess norra sluttningar och berget Björnberget samt myrmark i väster. Reservatet består av granskog med glest stående, låga träd.